# 斑柄棕鱸
阿薩姆棕鱸（拉丁語：Badis assamensis），為輻鰭魚綱鱸形目鱸亞目棕鱸科的其中一種熱帶淡水魚類，其种加词“assamensis”意为“印度阿萨姆邦的”。分布於印度淡水流域，體長可達6.8-7.5公分，棲息在沙底質、水質混濁的底中層水域，生活習性不明。